# Futtsu
Futtsu (富津市, Futtsu-shi) är en stad i den japanska prefekturen Chiba på den östra delen av ön Honshu. Den har cirka 47 000 invånare. Staden är belägen på Bosohalvöns kust mot Tokyobukten och ingår i Tokyos storstadsområde. Futtsu fick stadsrättigheter 1 september 1971.